# George Whitman

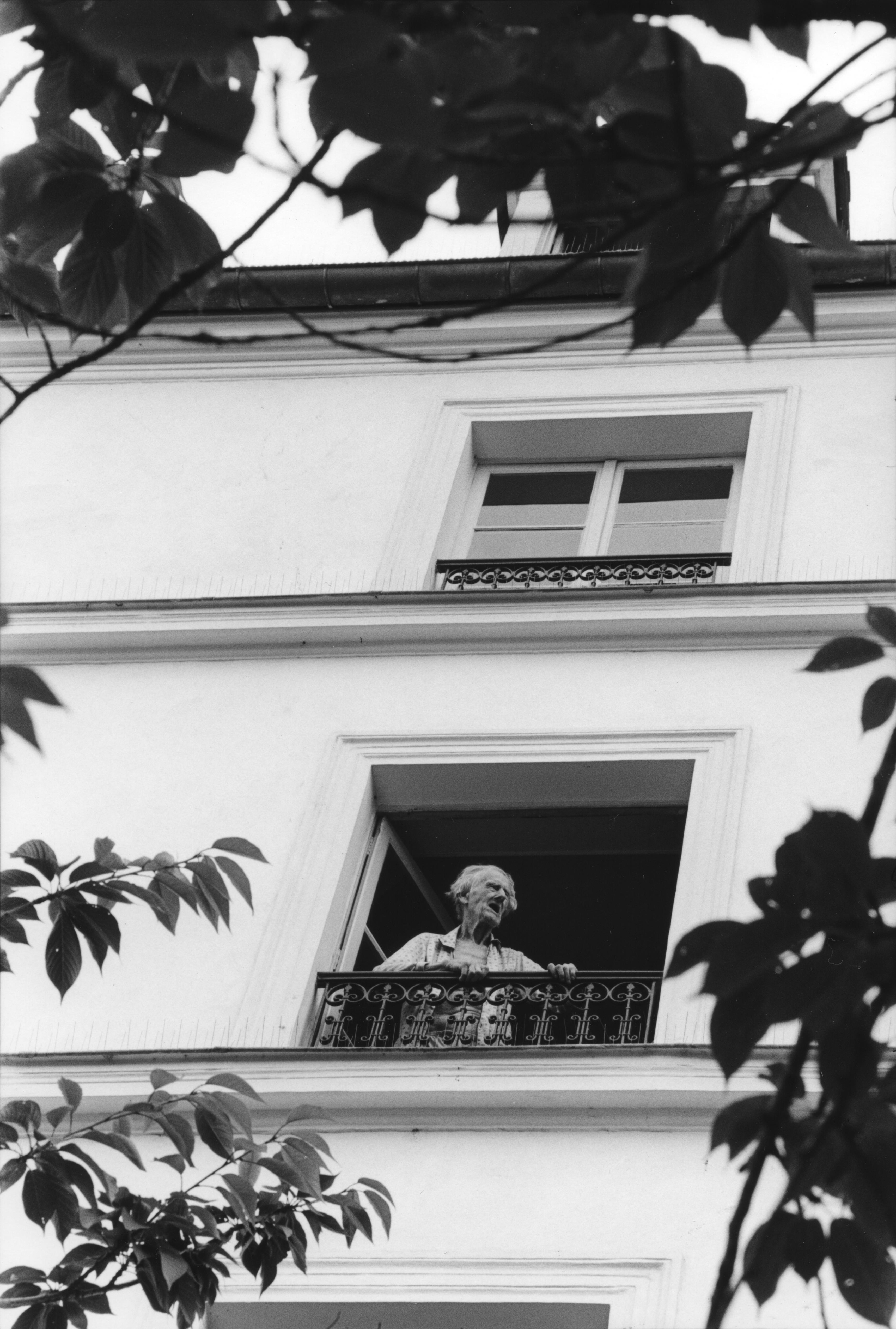
George Whitman, Foto: Olivier Meyer

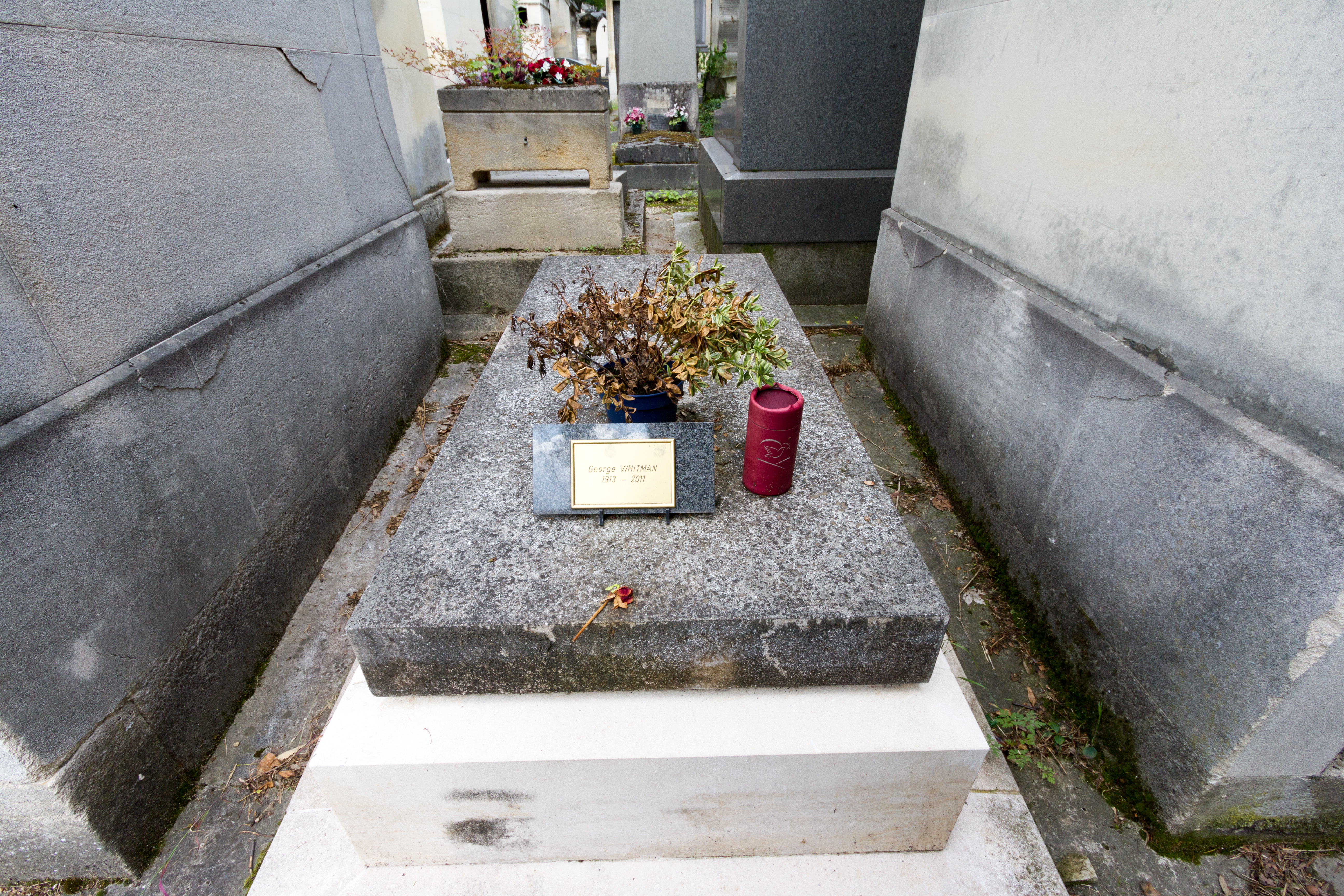
Père-Lachaise, Grabstätte von George Whitman (2018)

George Whitman (* 12. Dezember 1913 in East Orange, New Jersey; † 14. Dezember 2011 in Paris) war ein US-amerikanisch-französischer Buchhändler und Bohémien.

## Werdegang
George Whitman wurde 1913 in New Jersey geboren und wuchs in einem akademischen Umfeld in Salem in Massachusetts auf. 1935, nach dem College, begann Whitman mit dem, was er selbst als Bohemian Holiday bezeichnet. Er reiste vier Jahre lang auf der Suche nach Erlebnissen als Hobo durch Nord- und Südamerika sowie Hawaii.
Anschließend schrieb er sich in Harvard ein und ging während des Zweiten Weltkriegs als Sanitäter nach Griechenland. 1946 ermöglichte ihm die G. I. Bill ein Studium an der Sorbonne in Paris.
George Whitman eröffnete 1951 in Paris den englischsprachigen Buchladen Le Mistral an der Rue de la Bûcherie, unweit des Quartier Latin am Rive Gauche, nur einen Steinwurf entfernt von Notre Dame. Das Beat Hotel, die Pariser Anlaufstelle für Schriftsteller, Künstler und Musiker (ähnlich dem Chelsea Hotel in New York), ist nur ein paar Häuserblocks entfernt vom Buchladen.
George Whitman trat mit dem Buchladen, der ein Ort der Begegnung für die Beat Generation, zum Beispiel Allen Ginsberg, Jack Kerouac, William S. Burroughs wurde, in die Fußstapfen von Silvia Beach. Silvia Beach etablierte mit ihrem nicht weit entfernten Buchladen Shakespeare and Company, der 1946 geschlossen wurde, einen Treffpunkt für die englischsprachige Lost Generation, zum Beispiel Ernest Hemingway, F. Scott Fitzgerald, Ezra Pound und James Joyce. 1964, zwei Jahre nach dem Tod von Silvia Beach und gleichzeitig zum 400. Geburtstag von William Shakespeare, benannte George Whitman seinen Buchladen Le Mistral in Shakespeare & Company um.
Einer der frühen Besucher von Shakespeare & Co, Lawrence Ferlinghetti, eröffnete 1966 in San Francisco den City Lights Bookstore, der ein Treff für avantgardistische Autoren wurde, deren Werke zum Teil dort verlegt wurden.
Jungen Reisenden, vornehmlich nicht etablierten Schriftstellern, gestattete George Whitman über Jahrzehnte hinweg, in seinem Buchladen zu logieren. Pro Tag sollte jeder der Gäste ein Buch lesen, bei besonders umfangreichen Büchern durften es zwei Tage für ein Buch werden. Kleine Tätigkeiten, die nicht mehr als zwei Stunden am Tag in Anspruch nahmen, wie die Auslagen des Buchladens herzurichten, Bücherregale zu bauen, in der Buchhandlung zu verkaufen, sowie Reinigungstätigkeiten und Aufräumarbeiten, verrichteten die Übernachtungsgäste. Zudem hinterließ jeder Reisende eine kurze Biografie mit Foto. Sonntags morgens fand das traditionelle Frühstück mit Pfannkuchen statt, an dem alle aktuellen Bewohner teilnahmen.
Whitman's Motto war:„Give what you can, take what you need. / Gib was Du kannst, nimm was Du brauchst“.
Im Alter von 68 Jahren wurde George Whitman Vater. Seine 1981 geborene Tochter Sylvia Beach Whitman führt seit 2003 Shakespeare & Co, natürlich mit einigen Modernisierungen, in seinem Sinne weiter.
Im vierten Stockwerk seines Hauses, welches George Whitman nach und nach gekauft und in dem sich die Buchhandlung immer weiter ausgebreitet hatte, verstarb Whitman kurz nach seinem 98. Geburtstag. Bestattet wurde er auf dem Friedhof Père-Lachaise in Paris.
Portrait of a Bookstore as an Old Man ist ein Dokumentarfilm aus dem Jahre 2003 über George Whitman und seine Buchladen-Kommune Shakespeare & Co in Paris. Regie führten Benjamin Sutherl und Gonzague Pichelin.
2006 wurde George Whitman mit dem Ordre des Arts et des Lettres ausgezeichnet.